# FN:s buffertzon på Cypern

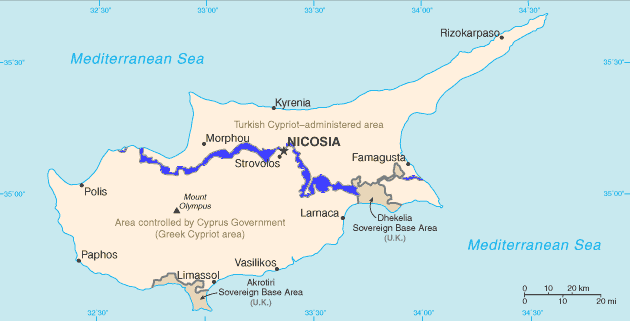
Buffertzonen är markerad med blå färg på kartan.

FN:s buffertzon på Cypern är en demilitariserad zon patrullerad av FN:s fredsbevarande styrkor i Cypern (UNFICYP), som bildades 1974 efter den turkiska invasionen av Cypern, och de facto delar ön i en sydlig del, kontrollerad av Republiken Cyperns regering (som är de jure regering för hela ön, förutom de brittiska suveräna basområdena), och en nordlig del under administration av Turkiska republiken norra Cypern. Zonen löper mer än 180 kilometer längs det som i dagligt tal kallas den gröna linjen.
Zonen sträcker sig 180  kilometer från den västra delen av Káto Pýrgos till öster strax söder om staden Famagusta. Den skär genom centrum av den gamla stan i Nicosia, skiljer staden i en sydlig och en nordlig del. Det finns också en buffertzon runt exklaven Kókkina på västra Cypern.
Zonens bredd varierar, från 3,3 meter i centrala Nicosia, till 7,4  kilometer vid byn Athienou. Det finns ingen buffertzon längs den gemensamma gränsen mellan det östra brittiska suveräna basområdet och området Varosha, nära Famagusta, som är under turkcypriotisk kontroll.
Cirka 10 000 människor bor i flera byar och arbetar på gårdar som ligger inom zonen; byn Pyla är känd för att vara den enda byn på Cypern där greker och turkar lever sida vid sida. Andra byar är Déneia, Athienou och Troulloi, medan Lympia och Mammari ligger delvis inom zonen.
Turkiska styrkor byggde en barriär på zonens norra sida, som huvudsakligen består av taggtrådsstängsel, betongväggar, vakttorn, stridsvagnsdiken och minfält. Denna linje kallas också Attilalinjen på vissa kartor, uppkallad efter den turkiska kodnamnet för det militära ingripandet 1974: Operation Atilla.